# Canelones (tỉnh)
Canelones Canelones là một tỉnh của Uruguay. Tỉnh này có diện tích
4.536 km², dân số là 485.028 người Tỉnh lỵ đóng ở Canelones.

## Thông tin dân số
Theo điều tra dân số năm 2004, tỉnh này có 485.240 người và 153.931 hộ trong tỉnh này. Số người bình quân mỗi hộ là 3,2. Cứ mỗi 100 nữ giới, có 96,3 nam giới.
- Tỷ lệ tăng dân số: 1.862% (2004)
- Tỷ lệ sinh: 15,27 số người được sinh/1000 người (2004)
- Tỷ lệ tử vong: 8,10 số người chết/1000 người
- Tuổi bình quân: 31,6 (30,6 Nam giới, 32,7 Nữ giới)
- Tuổi thọ bình quân(2004):

- Tỷ lệ con/bà mẹ: 2,04 con/bà mẹ
- Thu nhập đầu người ở thành thị (các thành phố có 5.000 người hoặc hơn): 4.295,2 peso/tháng

### Các trung tâm đô thị chính
(Các thị xã hoặc các thành phố với 1000 dân đăng ký hoặc hơn - - số liệu từ cuộc điều tra dân số năm 2004, trừ phi nêu khác đi)
| Thành phố/Thị xã             | Dân số       |
| ---------------------------- | ------------ |
| Aguas Corrientes             | 1.046 (1996) |
| Atlántida                    | 3.989 (1996) |
| Barra de Carrasco            | 4.306 (1996) |
| Bolívar                      |              |
| Camino del Andaluz y Ruta 84 | 7.192 (1996) |
| Camino Maldonado             | 15.057       |
| Canelones                    | 19.631       |
| Cerrillos                    | 1.916 (1996) |
| Ciudad de la Costa           | 83.888       |
| Colonia Nicolich             | 7.223 (1996) |
| Empalme Olmos                | 3.815 (1996) |
| Estación Atlántida           | 2.297 (1996) |
| Estación La Floresta         | 1.128 (1996) |
| Joaquín Suárez               | 5.173 (1996) |
| Juan Antonio Artigas         | 13.553       |
| Juanicó                      | 1.256        |
| La Floresta                  | 1.211 (1996) |
| La Paz                       | 19.832       |
| Las Piedras                  | 69.222       |
| Las Toscas                   | 1.793 (1996) |
| Marindia                     | 2.586        |
| Migues                       | 2.004 (1996) |
| Montes                       | 1.973 (1996) |
| Neptunia                     | 3.554        |
| Pando                        | 24.004       |
| Parque del Plata             | 4.993 (1996) |
| Paso Carrasco                | 15.028       |
| Pinamar - Pinepark           | 3.608        |
| Progreso                     | 15.775       |
| Ruta 74                      | 1.169 (1996) |
| Salinas                      | 5.279 (1996) |
| San Antonio                  | 1.293 (1996) |
| San Bautista                 | 1.685 (1996) |
| San Jacinto                  | 3.596 (1996) |
| San Luis                     | 1.180 (1996) |
| San Ramón                    | 6.828 (1996) |
| Santa Lucía                  | 16.475       |
| Santa Rosa                   | 3.263 (1996) |
| Sauce                        | 4.932 (1996) |
| Soca                         | 1.764 (1996) |
| Tala                         | 4.720 (1996) |
| Toledo                       | 3.487 (1996) |
| Villa Aeroparque             | 3.414 (1996) |
| Villa Crespo y San Andrés    | 8.107 (1996) |
| Villa Felicidad              | 1.238        |
| Villa San José               | 1.229 (1996) |

Bản mẫu:Tỉnh Uruguay